# Woodland (Illinois)
Woodland és una població dels Estats Units a l'estat d'Illinois. Segons el cens del 2000 tenia 319 habitants.

## Demografia
Segons el cens del 2000, Woodland tenia 319 habitants, 124 habitatges, i 91 famílies. La densitat de població era de 273,7 habitants/km².
Dels 124 habitatges en un 37,9% hi vivien nens de menys de 18 anys, en un 54,8% hi vivien parelles casades, en un 12,1% dones solteres, i en un 26,6% no eren unitats familiars. En el 25% dels habitatges hi vivien persones soles el 12,9% de les quals corresponia a persones de 65 anys o més que vivien soles. El nombre mitjà de persones vivint en cada habitatge era de 2,57 i el nombre mitjà de persones que vivien en cada família era de 2,98.
Per edats la població es repartia de la següent manera: un 30,7% tenia menys de 18 anys, un 5,6% entre 18 i 24, un 28,8% entre 25 i 44, un 23,8% de 45 a 60 i un 11% 65 anys o més.
L'edat mediana era de 37 anys. Per cada 100 dones de 18 o més anys hi havia 85,7 homes.
La renda mediana per habitatge era de 32.115 $ i la renda mediana per família de 35.000 $. Els homes tenien una renda mediana de 33.750 $ mentre que les dones 16.750 $. La renda per capita de la població era de 14.707 $. Aproximadament el 17% de les famílies i el 21,2% de la població estaven per davall del llindar de pobresa.

## Poblacions més properes
El següent diagrama mostra les poblacions més properes.